# Believe Again Tour
A Believe Again Tour Delta Goodrem második ausztrál koncertkörútja, ahol harmadik stúdióalbuma (Delta) dalait mutatta be rajongóinak. A turné 2009. január 9-én indult Newcastleben, és február 4-én ért véget Sydneyben.

## DVD megjelenés
Az énekesnő korábban elmondta, hogy filmre veszik a koncert eseményeit, és várhatóan 2009 közepén meg is jelenik DVD formájában.

## Turné dátumok
| Dátum            | Város      | Helyszín                       |
| ---------------- | ---------- | ------------------------------ |
| 2009. január 9.  | Newcastle  | Civic Theatre                  |
| 2009. január 10. | Newcastle  | Civic Theatre                  |
| 2009. január 11. | Sydney     | State Theatre                  |
| 2009. január 13. | Adelaide   | Entertainment Centre           |
| 2009. január 14. | Adelaide   | Entertainment Centre           |
| 2009. január 16. | Melbourne  | Hamer Hall                     |
| 2009. január 17. | Melbourne  | Hamer Hall                     |
| 2009. január 19. | Melbourne  | Hamer Hall                     |
| 2009. január 22. | Wollongong | WIN Entertainment Centre       |
| 2009. január 23. | Canberra   | Royal Theatre                  |
| 2009. január 26. | Brisbane   | Convention & Exhibition Centre |
| 2009. január 31. | Perth      | Kings Park                     |
| 2009. február 3. | Sydney     | State Theatre                  |
| 2009. február 4. | Sydney     | State Theatre                  |

## Dallista
- Believe Again
- Innocent Eyes
- In This Life
- I Cant' Break It to My Heart
- Not Me, Not I
- Out of the Blue
- Brave Face
- Mistaken Identity
- You Will Only Break My Heart
- Born to Try
- Butterfly
- That's Freedom (John Farnham dal)
- Running Away
- Queen of the Night (Whitney Houston dal)
- Sweet Dreams Are Made of This (Eurythmics dal)
- Predictable
- Do You Love Me (The Contours dal) duett Brian McFaddennel
- Almost Here (duett Brian McFaddennel)
- Together We Are One

Ráadás:
- Lost Without You
- Believe Again (ismétlés)

Vendégelőadó: Brian McFadden
- Twisted
- Patience (Guns N’ Roses dal)
- Like Only a Woman Can

## Fordítás
- Ez a szócikk részben vagy egészben  a   Believe_Again_Tour című angol Wikipédia-szócikk fordításán alapul.  Az eredeti cikk szerkesztőit annak laptörténete sorolja fel. Ez a jelzés csupán a megfogalmazás eredetét és a szerzői jogokat jelzi, nem szolgál a cikkben szereplő információk forrásmegjelöléseként.